# Fort Marfranc
Le Fort Marfranc fait partie d'une vingtaine d'ouvrages militaires construits sur le territoire d'Haïti après l'indépendance en 1804 : ce système défensif était dirigé contre un éventuel retour des Français, anciens maîtres de la colonie de Saint-Domingue.
La forteresse surplombe la ville de Jérémie. C'est Laurent Férou, un des chefs des insurgés haïtiens contre les Français, qui dirige la construction de ce fort dont il choisit l'emplacement.
Le fort a été construit sur les vestiges de l'ancienne maison de maître d'un officier français de la première compagnie de gendarmes, le capitaine Marfranc, qui servit également sous les ordres du général polonais Wladyslaw Jablonowski. Le fort s'étend également sur l'emplacement des anciennes cases d'esclaves.
Aujourd'hui, Marfranc, (Mafran en créole), est une commune de l'arrondissement de Jérémie
Dans l'enceinte de cette forteresse a été enterré un des signataires de l'acte d'indépendance d'Haïti, Laurent Férou, le créateur de ce fort, né sur l'habitation Pinot aux Côteaux, mort à Jérémie en 1806.
Le Fort Marfranc est aujourd'hui presque entièrement détruit.

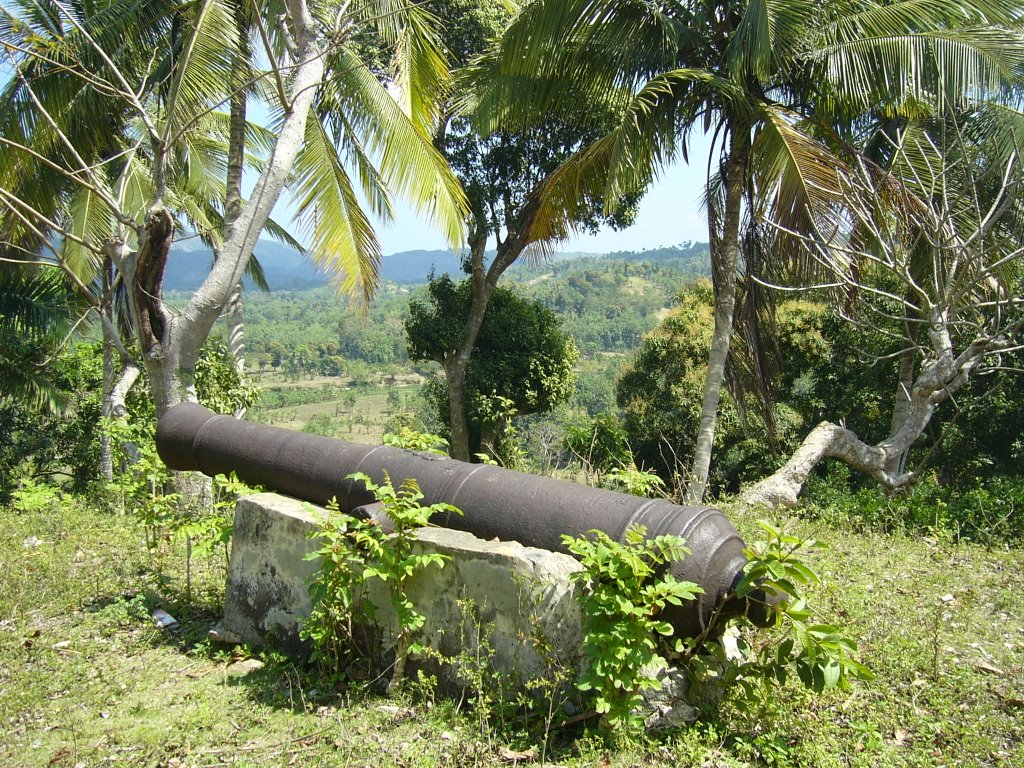
Un canon à Fort Marfranc